# Oratorio di San Giuseppe (Urbino)
L'oratorio di San Giuseppe si trova ad Urbino in via Barocci ed è uno dei principali monumenti e musei cittadini.

## La storia

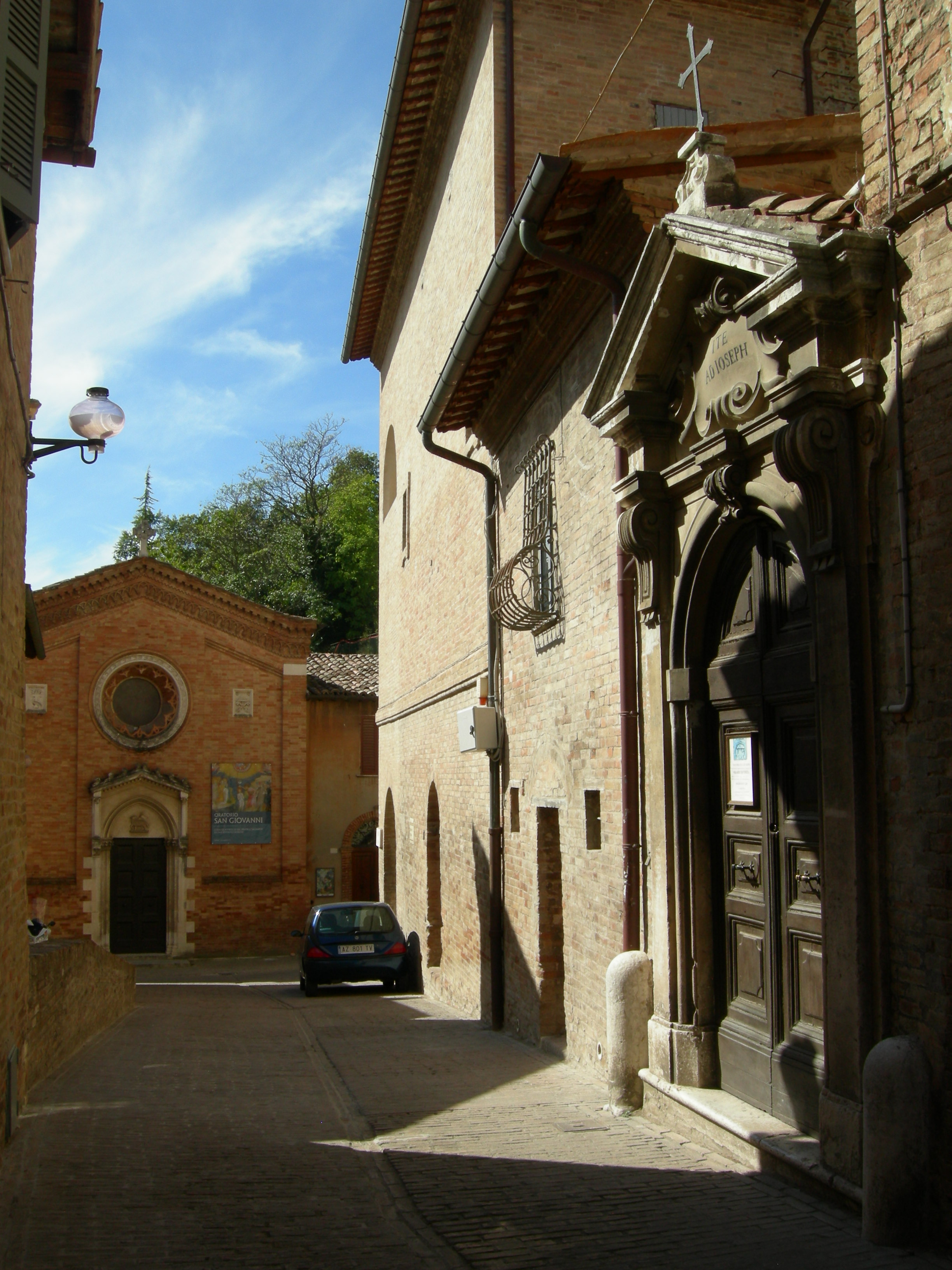
Gli oratori di San Giuseppe, a destra, e di San Giovanni Battista, in fondo alla strada

È sede dell'omonima confraternita, nata agli inizi del XVI secolo ad opera del padre francescano Gerolamo Recalchi da Verona.
I primi confratelli si riunivano all'interno di alcuni ambienti del vicino Oratorio di San Giovanni Battista; poi verso il 1503 si sentì l'esigenza da parte della Confraternita di dotarsi di una propria sede.
Quindi con la licenza del vescovo Giampietro Arrivabene e i finanziamenti del duca Guidobaldo I da Montefeltro e della moglie Elisabetta Gonzaga si poterono avviare i lavori per la costruzione dell'oratorio, che durarono dal 1503 al 1515. Gli statuti della confraternita vennero stilati nel 1503 e rifatti nel 1553, con l'approvazione del vescovo Felice Tiranni. Intorno al 1550 venne realizzata la cappella del presepe.
Tra il 1682 e il 1689, a spese di Orazio Albani, a causa della forte umidità che affliggeva lo stabile (appoggiato al versante della collina), venne completamente ricostruito tutto l'edificio, conservando solo la cappella del presepe. Venne invertito l'orientamento della chiesa, ponendo l'altare maggiore dove prima vi era l'ingresso e viceversa. Il nuovo altare, in marmi pregevoli donati dal cardinal Annibale Albani, fu consacrato nel 1729. A fine Settecento venne invece realizzata la cappella dello sposalizio.
La confraternita annovera numerosi confratelli e consorelle illustri, specialmente tra artisti, nobili e alti prelati. Ad esempio, furono confratelli Timoteo Viti, Federico Commandino, Alessio De Marchis, Girolamo Cialdieri, Giuseppe Valadier, Giacomo Francesco Edoardo Stuart, Guidobaldo da Montefeltro, Francesco Maria I Della Rovere. Molto legata a questa confraternita è la nobile famiglia degli Albani, tradizionalmente devota a san Giuseppe e per questo iscritta al sodalizio con tutti i suoi membri. Molti suoi esponenti elargirono denaro o doni all'oratorio, in particolare Papa Clemente XI e il cardinale Annibale Albani, che contribuirono a renderla tra le più ricche di Urbino, sia economicamente che artisticamente.
La principale opera caritatevole svolta dai confratelli consisteva nell'assistere i condannati a morte. Questa confraternita era aggregata alla Confraternita di San Giovanni Decollato di Roma. Oggi la confraternita affianca agli scopi religiosi altri fini sociali e culturali, in particolare la gestione museale e quindi la conservazione dell'oratorio stesso.

## L'Oratorio

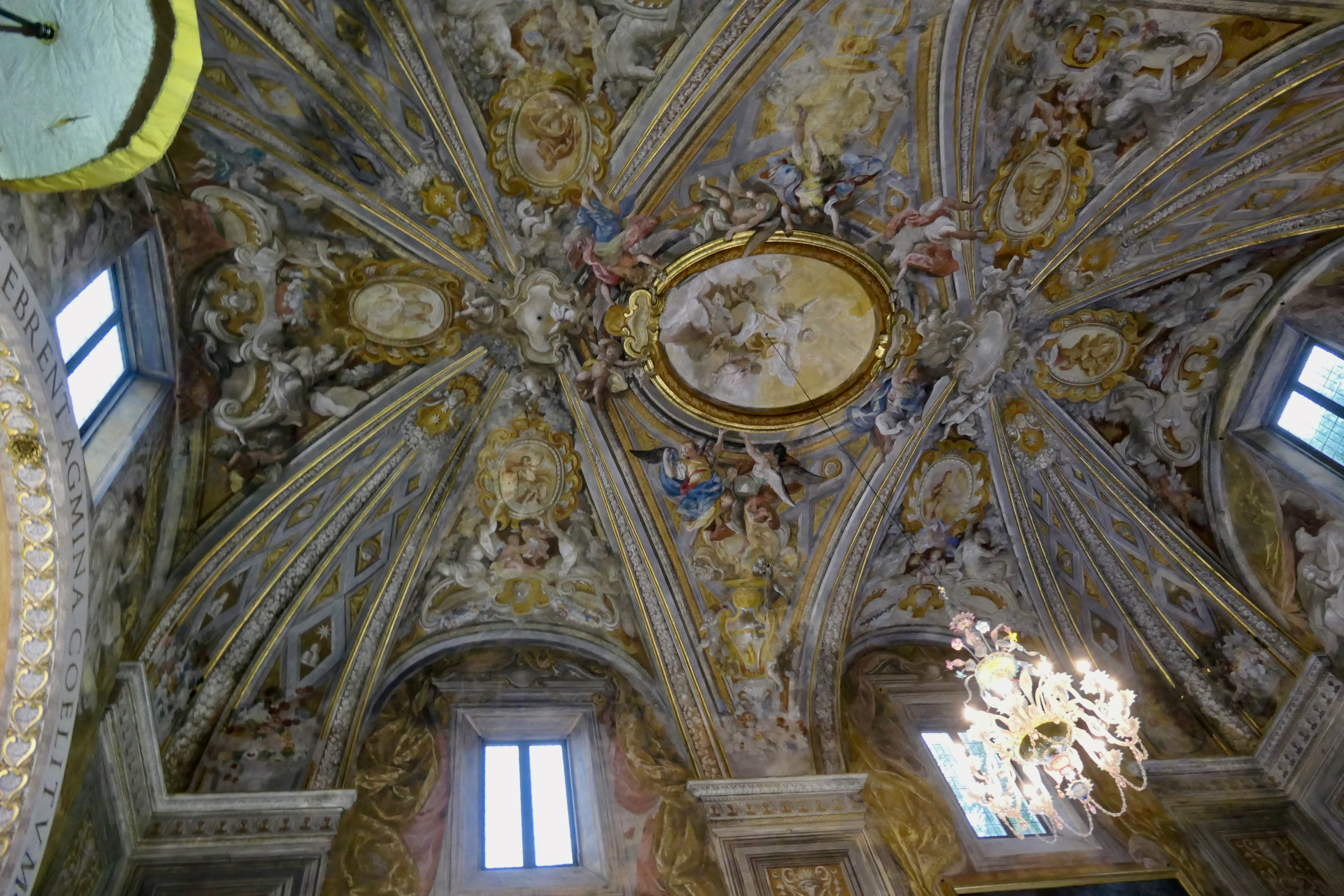
La volta

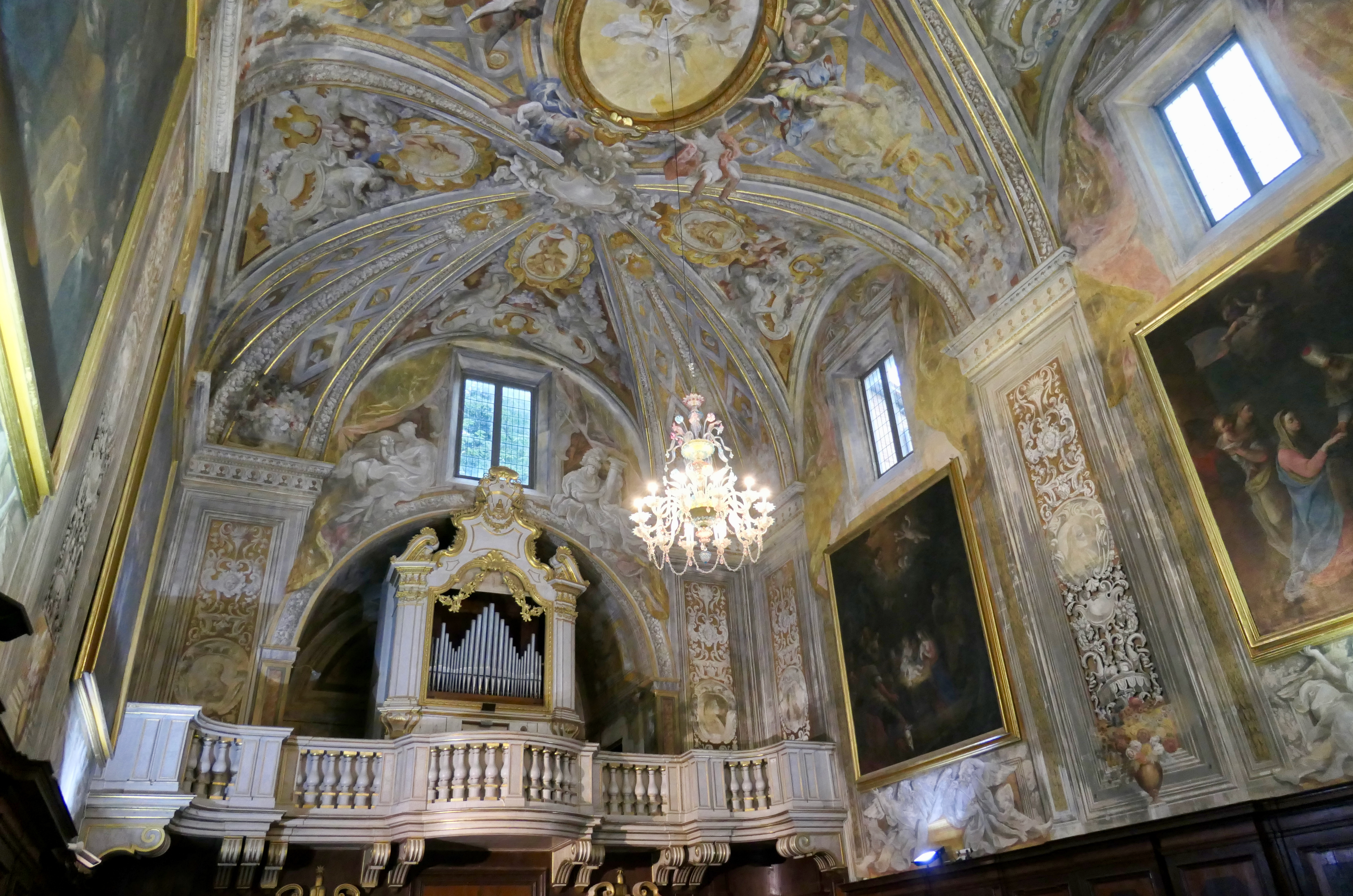
L'interno della chiesa con l'organo.

Oggi il complesso è quasi tutto visitabile, aperto al pubblico come museo tutti i giorni dell'anno. Viene utilizzato anche per alcune celebrazioni religiose ed eventi come concerti, incontri, presentazioni. La descrizione degli ambienti segue l'ordine di visita.

### L'ingresso
Il maestoso portale, a cui è affiancata la biglietteria, dà accesso ad una scalinata che poi immette in un corridoio in lieve salita, permettendo di godere dall'esterno di una suggestiva prospettiva. Al termine del primo braccio, una nicchia ospita una statua del santo titolare. Il corridoio gira poi a sinistra e vi sono esposte delle vetrine con pezzi di argenteria barocca romana e degli antichi abiti delle confraternite cittadine. Tramite il corridoio si può accedere al cortiletto ad esedra, realizzato assieme al nuovo edificio per separarlo ulteriormente dalla collina, e alla chiesa.

### La chiesa
L'ambiente è ad aula unica, di forma rettangolare; è stato riccamente affrescato sulle pareti, sulla volta e nel catino absidale dal pittore urbinate Carlo Roncalli, autore anche delle quattro grandi tele, sulle pareti laterali, raffiguranti i principali fatti della vita di San Giuseppe (lo Sposalizio con Maria Vergine, la Nascita di Gesù Cristo, la fuga in Egitto e il Transito (Morte) di San Giuseppe). Sopra l'altare domina una grande edicola marmorea, donata da Papa Clemente XI nel 1732, con due colonne in porfido rosso, provenienti dal Pantheon, al cui centro è posta una statua in marmo bianco raffigurante San Giuseppe, opera del comasco Giuseppe Lironi, proveniente dalla basilica di San Giovanni in Laterano. Sul piccolo pulpito aggiunto nel Novecento è esposto un antico ombrellino processionale in filo d'oro. Sopra l'ingresso vi è la cantoria con un pregevole organo, opera di Sebastiano Vici, datato 1782. Dal soffitto pende uno splendido lampadario in vetro di Murano.

### La cappella dello Sposalizio
Vi si accede dalla destra dell'altar maggiore. Dedicata allo sposalizio della Vergine con san Giuseppe, è in stile neoclassico e dalle tinte tenui. L'architettura e gli stucchi sono attribuiti rispettivamente a Giuseppe Valadier e Francesco Antonio Rondelli, coppia che in quel periodo lavorava anche alla ricostruzione della Cattedrale. Particolarmente bello è l'altare di marmi policromi, sopra il quale, in un'edicola a finto baldacchino, si trova la tela dello "Sposalizio della Vergine", pregevole copia del 1606 del celebre quadro omonimo di Raffaello.

### Il presepe del Brandani

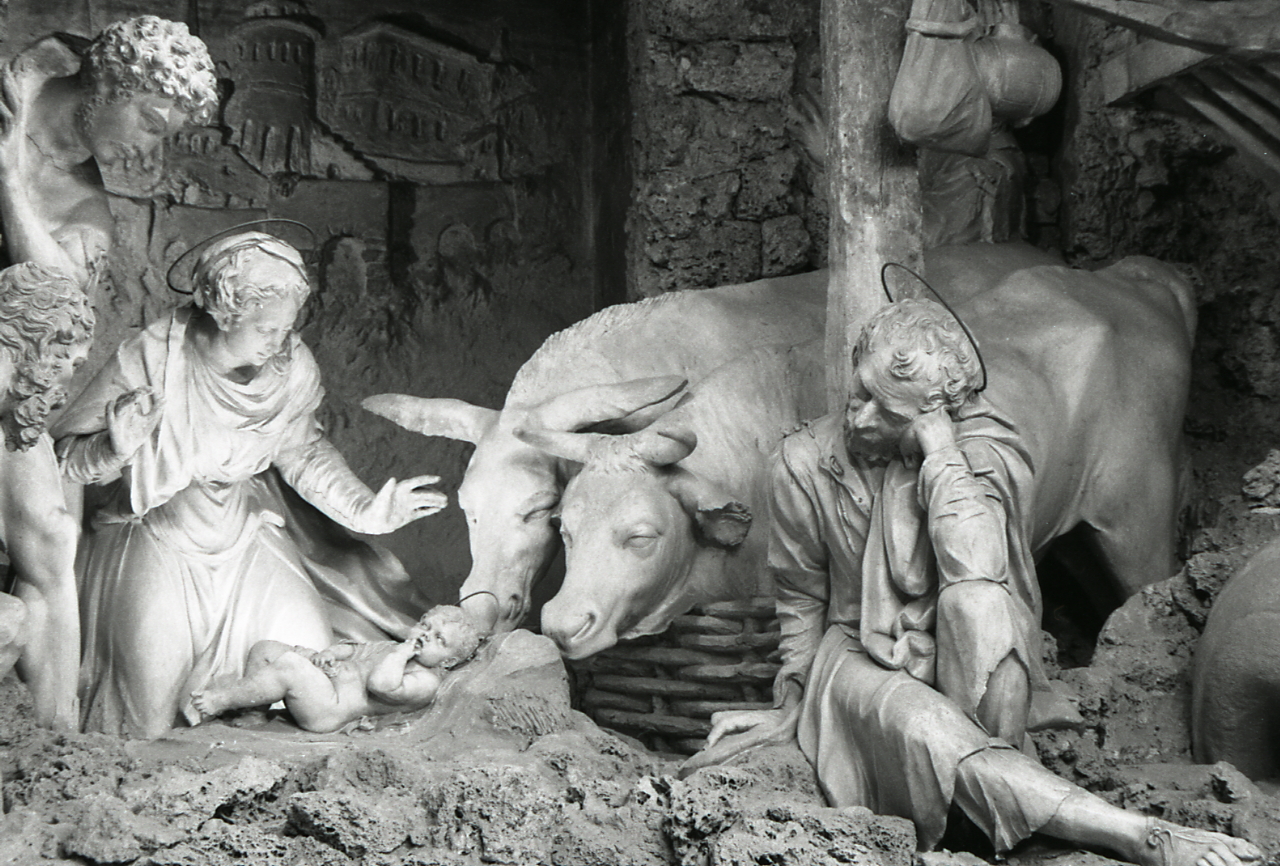
Il presepe del Brandani, fotografato da Paolo Monti nel 1975

Dalla chiesa si prosegue in un corridoio dove sono esposti alcuni dipinti ed è murata una delicata Madonna col Bambino quattrocentesca, bassorilievo attribuito a Domenico Rosselli. Sul corridoio, prima di confluire nella scalinata d'ingresso, si aprono la sacrestia e la cappella del presepe. Quest'ultima, unico ambiente superstite dell'antico edificio, costituisce nel suo insieme un'opera pregevole e unica al mondo: lo scultore e decoratore urbinate Federico Brandani, tra il 1545 e il 1550, ricreò l'ambiente della grotta in cui nacque Gesù rivestendo interamente le pareti in tufo e pietra pomice. Nel soffitto degli stucchi formano una movimentata gloria angelica, mentre sul fondo vi è la vera e propria natività di Gesù Cristo: sotto una capanna sta la sacra famiglia con l'asino, il bue e quattro pastori in adorazione. Tutte le figure sono in stucco a grandezza naturale, con pose ed espressioni assai realistiche. Il presepe è considerato uno dei capolavori scultorei del manierismo italiano.

### La sacrestia
Nella sacrestia si può ammirare, oltre ai ritratti settecenteschi di illustri confratelli, un armadio in legno dipinto a finti marmi dal pittore Alessio De Marchis, con sette vedute di paesaggi, splendido esempio di mobile da sagrestia del settecento marchigiano. Sono inoltre presenti delle tabelle con gli elenchi dei confratelli, degli oggetti peculiari della confraternita e un maestoso fondale in legno dipinto con specchi che veniva usato per l'adorazione eucaristica.